# Брахашештиј де Жос (Галац)
Брахашештиј де Жос (рум. Brăhăşeştii de Jos) насеље је у Румунији у округу Галац. Oпштина се налази на надморској висини од 177 m.

## Становништво
Према подацима из 2011. године у насељу је живело 8214 становника.